# Doppelmayr/Garaventa-Gruppe

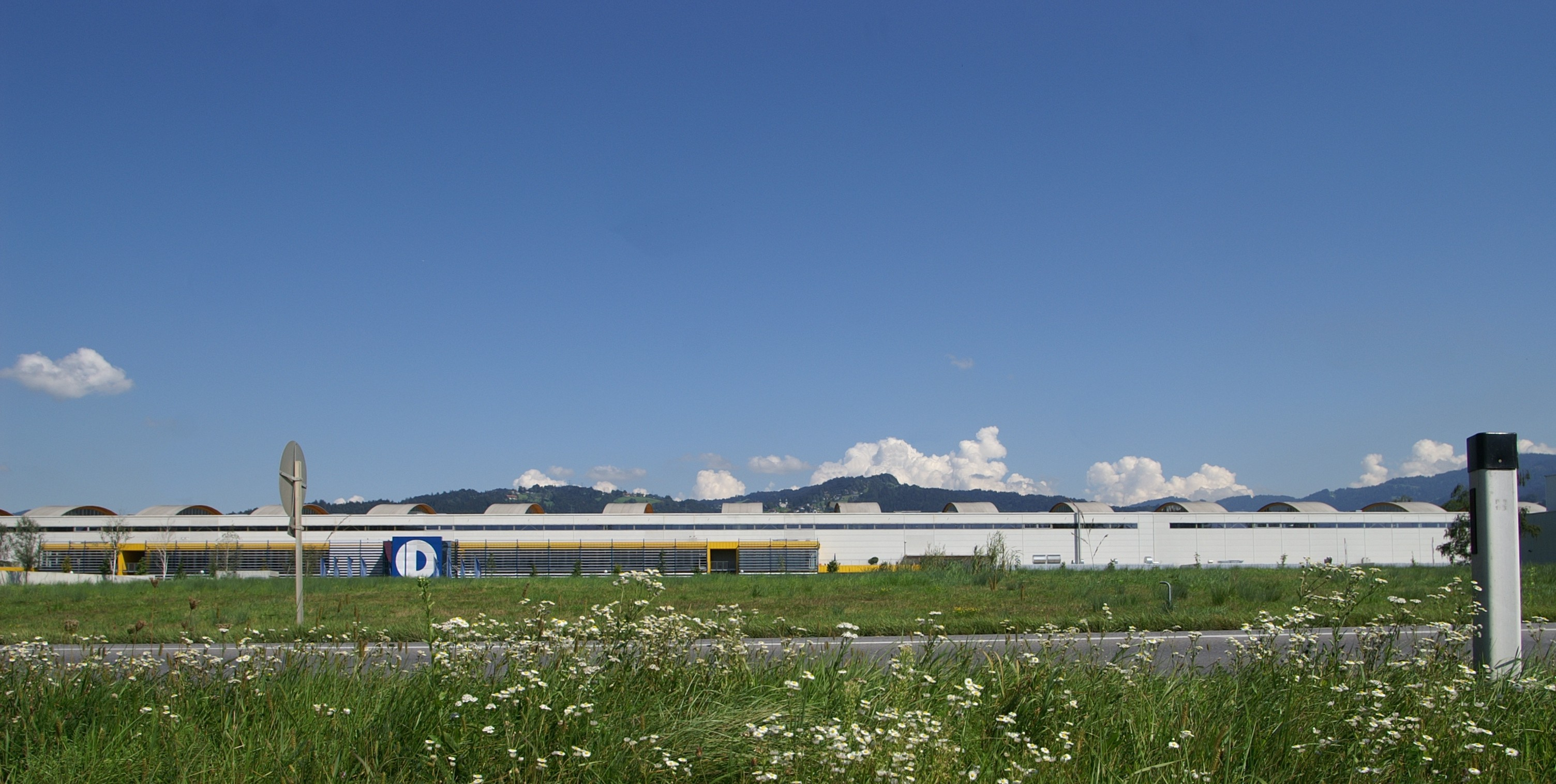
Doppelmayr in Wolfurt

Die Doppelmayr-Gruppe mit Hauptsitz in Wolfurt (Vorarlberg, Österreich) ist Weltmarktführer im Seilbahnbau. Weitere Standorte befinden sich in Goldau (Schweiz), Salt Lake City (Utah, USA), Lana (Italien), Saint-Jérôme (Quebec, Kanada) sowie weiteren Niederlassungen weltweit.
Das Unternehmen plant und produziert neben Umlauf-, Pendel-, fixgeklemmten und kuppelbaren Seilbahnen auch Erlebnisbahnen, Materialbahnen, Treppenlifte, Hochregallagersysteme, Parkhaussysteme, Langstrecken-Stetigförderer und Cable Liner.

## Geschichte

### Wurzeln von Doppelmayr

Typenschild an einem Schlepplift von 1970

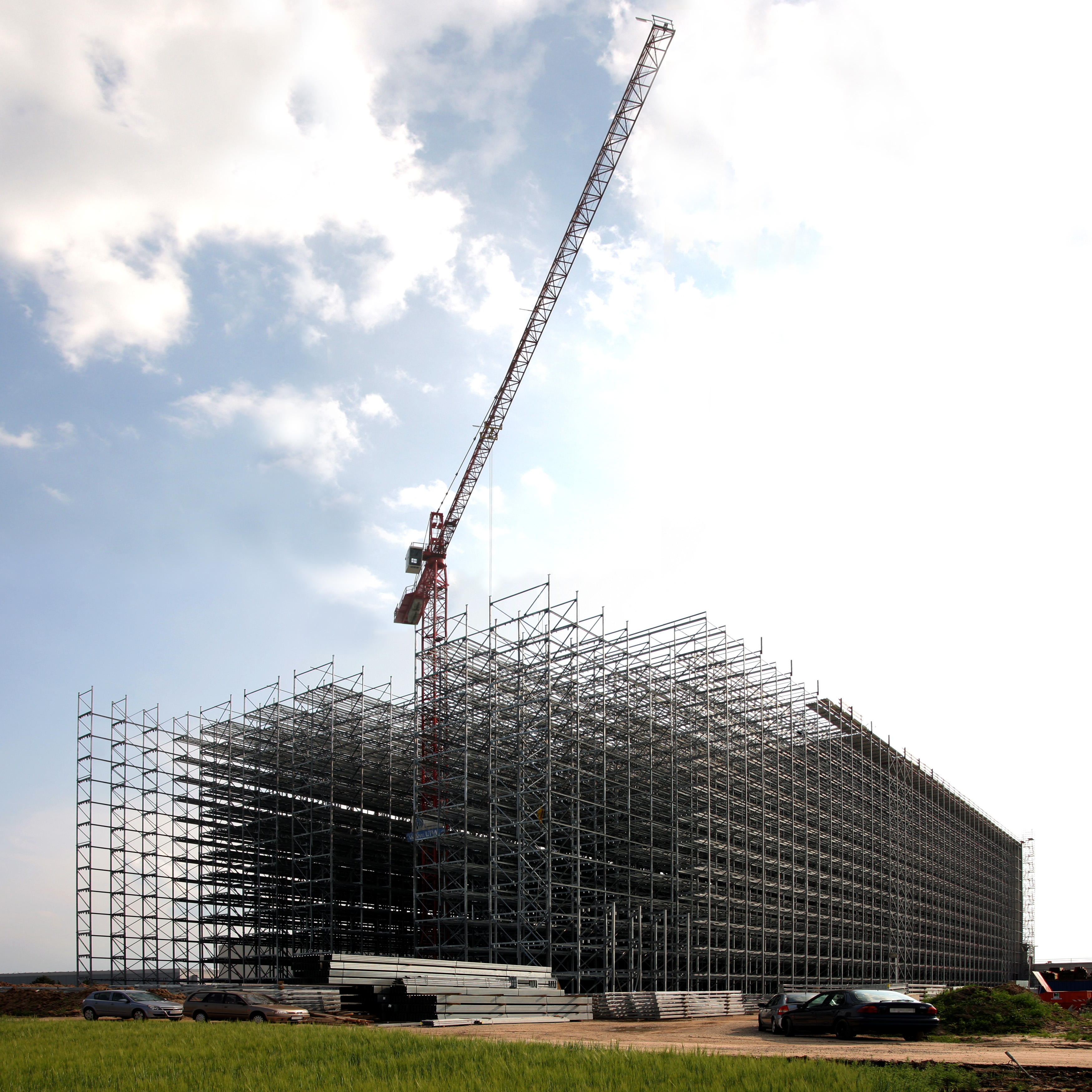
Ein vom Tochterunternehmen LTW in Bau befindliches Hochregallager für 55.000 Europaletten

Das österreichische Familienunternehmen Doppelmayr wurde 1893 von Konrad Doppelmayr (1855–1933) im Wolfurter Ortsteil Rickenbach gegründet. Neben Reparaturen für die Landwirtschaft und Textilfabriken (Hämmerle, Schindler etc.) wurden Futterschneidemaschinen, Beile, Äxte und Sappien angefertigt. Ab 1900 begann Konrad Doppelmayr mit der Erzeugung von Würgern, Most- und Weinpressen. Diese wurden größtenteils an Weinbauern im heutigen Südtirol geliefert.
1928 übernahm Emil Doppelmayr (1889–1967), Sohn von Konrad Doppelmayr, die Geschäftsleitung. 1937 baute Emil auf Initiative des Vorarlberger Skipioniers Sepp Bildstein (1891–1970) in Zürs am Arlberg den ersten Schlepplift Österreichs.
In der Zeit des Nationalsozialismus in Österreich von 1938 bis 1945 war Doppelmayr ein Wehrwirtschaftsbetrieb. Als Unterlieferant der Zahnradfabrik Friedrichshafen (ZF) wurden dabei Teile für Panzer und Sturmboote produziert. Im Jänner 1945 arbeiteten 150 Personen im Unternehmen, 61 davon waren Fremdarbeiter oder Kriegsgefangene. Nach Kriegsende hatte der Betrieb 34 Mitarbeiter. Bereits 1946 wurde der Bau von Skiliften wieder aufgenommen (Ebenberglift, Zell am See), 1953 erfolgte der erste Überseeauftrag (Skizentren Mount Gabriel und Mount Plante, Kanada).
Als der Sohn von Emil Doppelmayr, Artur Doppelmayr (1922–2017), im Jahr 1955 in das Unternehmen einstieg, forcierte er die Weiterentwicklung der seilgezogenen Systeme. Im Jahr 1977 erhielt das Unternehmen die Staatliche Auszeichnung und darf seither das Bundeswappen Österreichs im Geschäftsverkehr verwenden. Im Jahr 1996 erwarb Doppelmayr den Seilbahnbereich der schweizerischen Von Roll in Thun, dem Standort der ihrerseits übernommenen Firma Habegger. Von Roll hatte 1945 die erste kuppelbare Sesselbahn der Welt in Flims gebaut.

### Wurzeln von Garaventa und Fusion
Das Schweizer Unternehmen Garaventa geht auf Karl Garaventa (1888–1965) zurück, der 1928 eine Materialseilbahn auf die Rigi baute. 1957 erfolgte die Gründung des Unternehmens Karl Garaventa’s Söhne für Seilbahn- und Maschinenbau, welches international, vor allem im Bereich des Baus großer Pendelbahnen, tätig war.
Im Jahr 2002 fusionierten die beiden Unternehmen zur „Doppelmayr/Garaventa-Gruppe“. Garaventa brachte in die Unternehmensgruppe die Anfang der 1990er Jahre erworbenen Unternehmen WSO Städeli Lift, den Korneuburger Seilbahnhersteller Girak, CTEC USA und die Seilbahnsparte von Swoboda Seilbahnbau mit. Zur selben Zeit wurde von Doppelmayr auch der Schweizer Karosseriebauer CWA Constructions SA in Olten übernommen. Die Eigner von Garaventa hielten zunächst ein Drittel der neuen Holding, verkauften diese aber später an die Eigentümer von Doppelmayr. Anfang 2008 begann Doppelmayr mit dem Bau einer „Mountain Glider“-Anlage auf dem eigenen Werksgelände in Wolfurt, um dort Fahrzeuge für Vergnügungsparks testen und weiterentwickeln zu können.
Garaventa ist das Kompetenzzentrum der Gruppe für Standseil- und Pendelbahnen und weltweit verantwortlich für komplexe Seilzüge.
Im Oktober 2022 wurde der bisherige Kooperationspartner Carvatech, Hersteller von Seilbahnkabinen und Karosserien in Oberweis bei Gmunden, übernommen.

## Unternehmensstruktur
Konzernmutter ist die Doppelmayr Holding SE (Sitz in Wolfurt, Österreich) mit den geschäftsführenden Direktoren Thomas Pichler und István Szalai. Darunter sind weitere Aktiengesellschaften wie z. B. die Doppelmayr Urban Transport Systems AG (Wolfurt) oder auch die Ropetrans Holding AG mit Sitz in Rotkreuz, Schweiz. Über die Ropetrans Holding AG wurde im Jahr 2001/2002 die Fusion von Doppelmayr und Garaventa durchgeführt. Delegierte des Verwaltungsrates sind Hanno Ulmer (VRP), Michael Doppelmayr, Thomas Pichler, István Szalai und Peter Baumann. Die ehemalige Doppelmayr Holding AG wurde Anfang 2019 in eine SE umgewandelt.
Anteilseigner der Doppelmayr Holding SE sind zu 80 Prozent die AMD (Artur Michael Doppelmayr) Privatstiftung und jeweils zu 10 Prozent Michael und Artur Doppelmayr.
Nicht zur Doppelmayr/Garaventa-Gruppe gehört die im schweizerischen Küssnacht am Rigi ansässige Garaventa Accessibility AG. Dieses Unternehmen ist Bestandteil der kanadischen SAVARIA Corporation mit Sitz in Brampton, Ontario. Dieser eigenständige Konzern ist weltweit im Bereich der Treppen-, Plattform- sowie Heimlifte tätig.

## Kennzahlen
Auch die Doppelmayr/Garaventa-Gruppe hat unter der weltweiten Corona-Pandemie gelitten – zumal das Unternehmen teilweise direkt von einem prosperierenden Tourismus anhängig ist. So meldete die Gruppe in den Jahren 2019/2020 sowie 2020/2021 Umsatzeinbussen gegenüber dem Rekordjahr 2018/2019.
| Geschäftsjahr | Gesamtumsatz in Millionen Euro | Mitarbeiter weltweit              |
| ------------- | ------------------------------ | --------------------------------- |
| 2001/02       | 407                            | n. a.                             |
| 2002/03       | 418                            | n. a.                             |
| 2003/04       | 464                            | 2.102                             |
| 2004/05       | 490                            | 2.099                             |
| 2005/06       | 581                            | 2.223                             |
| 2006/07       | 659                            | 2.479                             |
| 2007/08       | 680                            | 2.605                             |
| 2008/09       | 616                            | 2.660                             |
| 2009/10       | 603                            | 2.608                             |
| 2010/11       | 618                            | 2.214                             |
| 2011/12       | 628                            | 2.297                             |
| 2012/13       | 795                            | 2.378                             |
| 2013/14       | 858                            | 2.452                             |
| 2014/15       | 794                            | 2.546                             |
| 2015/16       | 834                            | 2.673                             |
| 2016/17       | 801                            | 2.720                             |
| 2017/18       | 846                            | 2.933                             |
| 2018/19       | 935                            | 3.081                             |
| 2019/20       | 872                            | 3.403 (davon 1.665 in Österreich) |
| 2020/21       | 763                            | 3.192 (davon 1.617 in Österreich) |
| 2021/22       | 886                            | 3.154 (davon 1.481 in Österreich) |
| 2022/23       | 946                            | 3.335 (davon 1.569 in Österreich) |
| 2023/24       | 1.057                          | 3.517 (davon 1.697 in Österreich) |

(Quelle: Pressemitteilungen der jeweiligen Jahre)
Doppelmayr/Garaventa war 2012 mit einem Marktanteil von 60 Prozent Weltmarktführer im Seilbahnbereich. Mit Tochtergesellschaften, Niederlassungen und Vertretungen in 50 Ländern realisierte das Unternehmen bis dato 15.600 Anlagen in 96 Ländern.

## Tochterunternehmen

### Doppelmayr Cable Car
Das Unternehmen baut in erster Linie Produkte für den öffentlichen Personennahverkehr. Diese Systeme werden in städtische Infrastrukturen, Flughäfen und Kongresszentren sowie große Industrie- und Verwaltungskomplexe eingebunden.

### Doppelmayr Transport Technology
Die Materialtransportsysteme der DTT finden Einsatz im Bereich Schütt- und Stückguttransport. Das Angebot reicht von Materialseilbahnen bis hin zu Langstreckenfördersystemen.

### LTW Intralogistics
Kernkompetenz von LTW sind Regalbediengeräte für Hochregallager. Darüber hinaus liefert das Unternehmen die zugehörige Fördertechnik und Software für die Lagersteuerung und -verwaltung. Von Doppelmayr 1981 zunächst als Ein-Mann-Betrieb im Logistikbereich gegründet, führte Peter Malin LTW mit eigenen Patenten zum international operierenden Komplettanbieter.

### Frey Stans
Seit 1966 baut Frey Stans Seilbahnsteuerungen für den Weltmarkt. Im Jahr 2017 wird die Frey Stans Teil der Doppelmayr/Graventa Gruppe.

### CWA Constructions
CWA Constructions mit Sitz in Olten, Schweiz, gegründet 1939 von Anton Frech als Carosserie-Werke Aarburg, ist ein Hersteller von seil- und schienengebundenen Fahrzeugen. CWA-Kabinen und -Gondeln kommen bei diversen Seilbahnsystemen zum Einsatz.

### Input Projektentwicklungs GmbH
Seit der Gründung im Jahr 1999 plant, entwickelt und realisiert die Input Projektentwicklungs GmbH weltweit touristische Erlebnis-Angebote für Tourismusregionen, zumeist in Verbindung mit Seilbahnen.

## Neue Projekte
Es wird seit 2016 eine Wiederinbetriebnahme der 1985 eingestellten Bregenzerwaldbahn (Wälderbähnle) erwogen und diese Verbindung von Dornbirn in den Bregenzerwald im Wechsel von Schiene und Seil zu realisieren.
Es laufen Planungen für eine Übernahme und Nutzung des 2017 erworbenen rund 110.000 m2 großen Geländes Holzhof Zeil im Landkreis Ravensburg in Baden-Württemberg.

## Projekte (Auswahl)
Beispiele von Seilbahn-Typen:
- TransMiCable in Bogotá, Kolumbien

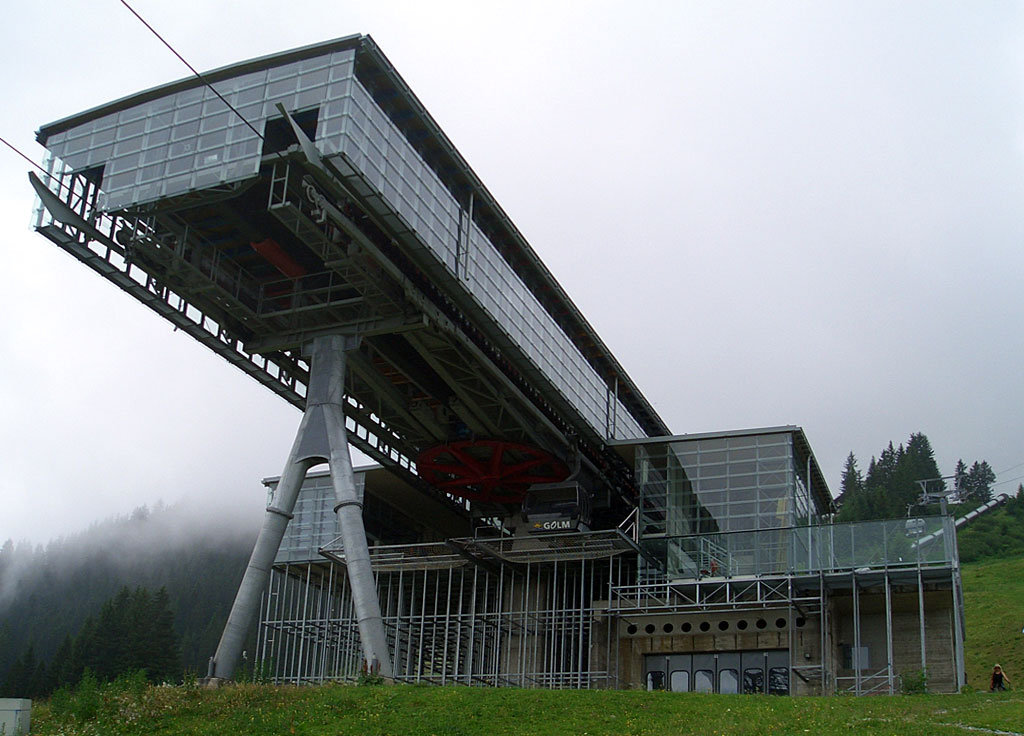
Mittelstation der kuppelbaren 8er-Kabinenbahn auf dem Golm (bei Matschwitz)

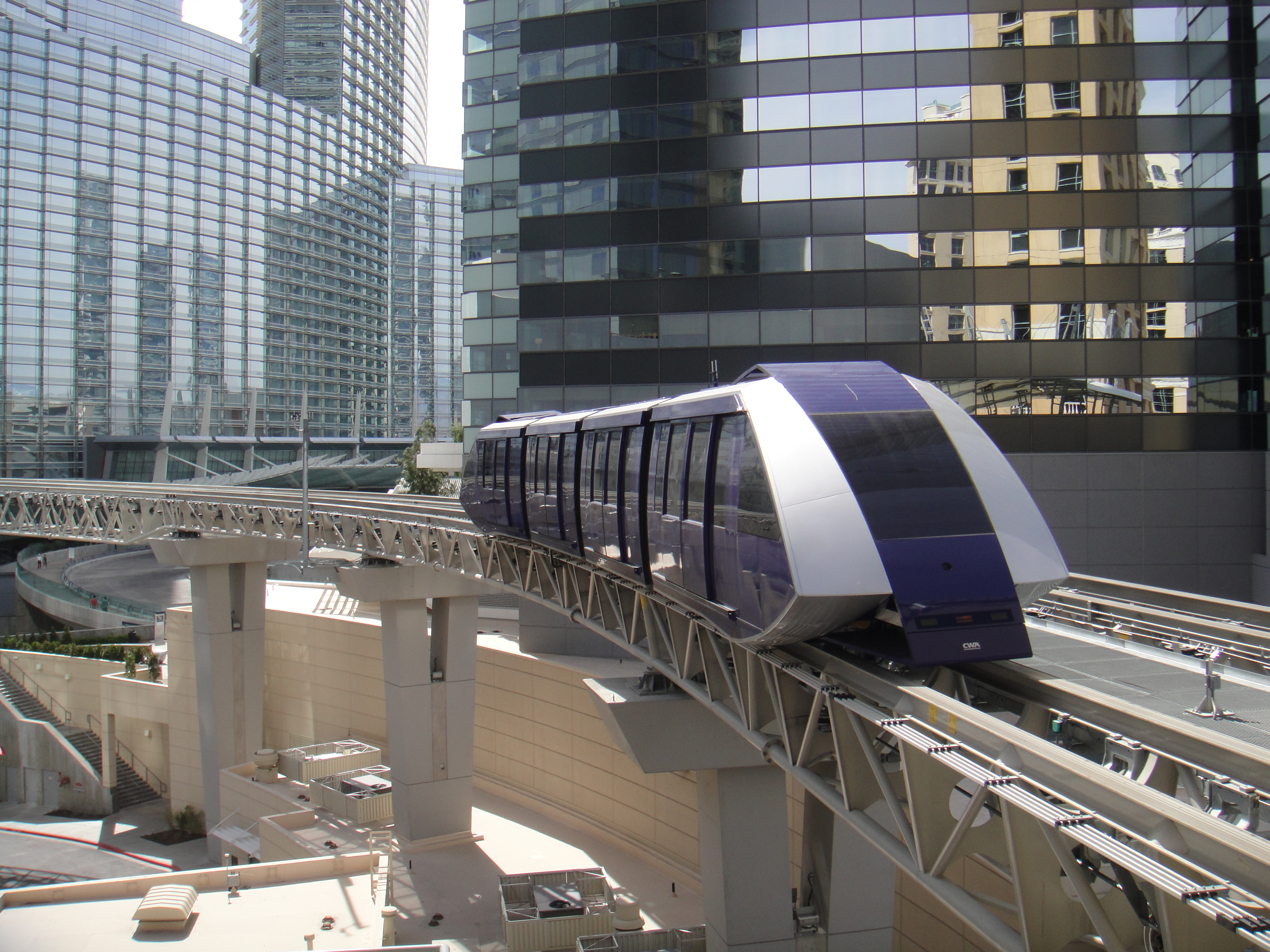
Cable Liner in Las Vegas

- London Cable Car, Stadtseilbahn in London
- Stanserhorn-Bahn in der Schweiz
- Funitel Galzigbahn in St. Anton am Arlberg
- Funitel Gletscherbus 1, 2 und 3 am Hintertuxer Gletscher
- 3S-Bahn Pardatschgratbahn in Ischgl[25]
- 3S-Bahn in Kitzbühel
- 2S-Bahn Kreuzeckbahn bei Garmisch-Partenkirchen
- Autoseilbahn Bratislava für VW in Bratislava
- Cable Liner in Las Vegas
- Gondelbahn auf der Weltausstellung 1998 in Lissabon
- Gondelbahn Grindelwald–Männlichen
- Hausbergbahn in Garmisch-Partenkirchen
- Teleférico del Teide in Spanien
- Peak 2 Peak Gondola in Kanada[26]
- Rheinseilbahn in Koblenz[27]
- People Mover in Venedig
- Masadabahn – Seilbahn auf das Gipfelplateau von Masada in Israel, tiefstgelegene Seilbahn der Welt
- Dagu Glacier Gondola in China, höchste Seilbahn der Welt
- Mi Teleférico in Bolivien[28][29] – mit ca. 30 km Gesamtlänge das größte urbane Seilbahnnetz der Welt
- Seilbahn des NH-Hotels Prag
- Seilbahn Hòn Thơm von Phú Quốc nach Hòn Thơm (Vietnam), mit 7,9 km die längste 3S-Seilbahn der Welt in nur einer Sektion[30][31]
- Ha-Long-Queen-Seilbahn – mit der größten Seilbahnkabine der Welt (230 Personen)
- Seilbahn Tatev in Armenien, auch bekannt als Wings of Tatev, die längste, in einer Sektion mit durchgehendem Tragseil ausgeführte Pendelbahn der Welt.
- Pfaffenthal-Kirchberg Seilbahn in Luxemburg
- Seilbahn Zugspitze – mit knapp 2000 m von allen Pendelbahnen der Welt der größte Höhenunterschied innerhalb einer Sektion
- Stoosbahn – mit einem Höhenunterschied von 744 Metern und einer maximalen Steigung von 47,73 Grad die steilste Standseilbahn der Welt